# Yuntai Shan
Yuntai Shan är ett berg i Kina. Det ligger i provinsen Jiangsu, i den östra delen av landet, omkring 290 kilometer norr om provinshuvudstaden Nanjing. Toppen på Yuntai Shan är 514 meter över havet.
Runt Yuntai Shan är det tätbefolkat, med 613 invånare per kvadratkilometer. Närmaste större samhälle är Xinpu, 16,7 km väster om Yuntai Shan. Trakten runt Yuntai Shan består till största delen av jordbruksmark.
Genomsnittlig årsnederbörd är 1 098 millimeter. Den regnigaste månaden är juli, med i genomsnitt 341 mm nederbörd, och den torraste är januari, med 10 mm nederbörd.